# Apostolic Faith Mission
Apostolic Faith Mission var namnet på den väckelserörelse som uppstod i USA i början av 1900-talet och som gav upphov till den moderna pingströrelsen.

## Charles F Parham
År 1900 gick helgelsepredikanten Charles Fox Parham en sex veckors bibelkurs hos kollegan Frank Sandford i Shiloh, Maine.
Där fick Parham höra människor tala i tungor och i slutet av året startade han själv en bibelskola i Topeka, Kansas där Parham och hans elever genom bön och bibelstudium sökte samma erfarenhet.
I januari 1901 började Parham och flera av hans elever att tala i tungor och Parham började lära att detta var beviset på att man blivit döpta i den Helige Ande. Parham spred detta budskap genom väckelsekampanjer i den amerikanska mellanvästern. Under de kommande åren växte rörelsen, först långsamt men 1905-06 allt snabbare. Det sistnämnda året hade Parham uppemot 10 000 anhängare som han då började organisera. Han kallade sin rörelse Apostolic Faith Movement (AFM) och gav ut tidningen Apostolic Faith.

## William J Seymour
I januari 1906 höll Parham bibelskola i Houston. En av hans elever var William J. Seymour som med rekommendationsbrev från Parham åkte till Los Angeles där han fick vara redskap för en väckelse och församlingsbildning på 312 Azusa Street. Seymour började rätt omgående ge ut sin egen "Apostolic Faith" med rapporter från väckelsen.
I oktober samma år besökte Parham Seymours församling i Los Angeles. De båda predikanterna kom snart på kollisionskurs. Parham gillade inte de fria gudstjänstformerna och rasintegrationen. Församlingen vägrade ändra arbetet enligt Parhams direktiv och bröt med hans organisation. Azusaförsamlingen började nu organisera sig själv och ordinera sina egna predikanter. Clara Lum tog ansvaret för tidningen som snart hade en upplaga på 50 000 exemplar. 

## Florence L Crawford
Florence Crawford utnämndes till Azusamissionens "state director" med uppgift att plantera församlingar och sprida pingstbudskapet längs Stilla havskusten. Hon var mycket framgångsrik i detta arbete men snart bröt även hon med Seymour. I november 1907 flyttade Crawford till Portland, Oregon och bildade sin egen "Apostolic Faith", som så småningom fick namnet Apostolic Faith Church (AFC). Många av de församlingar hon grundat kom att lämna Seymours organisation och gå med i AFC.
Det gjorde också Clara Lum som tog med sig tidningen Apostolic Faith och dess adressregister och anslöt sig till Crawford.

AFC har spridit sig över världen. I Storbritannien upplevde man 1916 hur en apostel lämnade rörelsen och bildade trossamfundet The Apostolic Church.
I Nigeria har AFC över 600 församlingar.
I april 1976 startade den nigerianske AFC-missionären Victor Okusanya verksamhet i London, varur Apostolic Faith Mission UK växte fram.

## John G Lake
En av dem som berördes av både Seymours, och Parhams, verksamhet var missionären John G Lake, som 1908 fick vara med om att bilda Apostolic Faith Mission of South Africa (AFMSA).
AFMSA och dennas dotterkyrkor i Afrika, Europa och Asien bildar idag AFM International, med Frank Chikane som ordförande.